# Andrew Duff

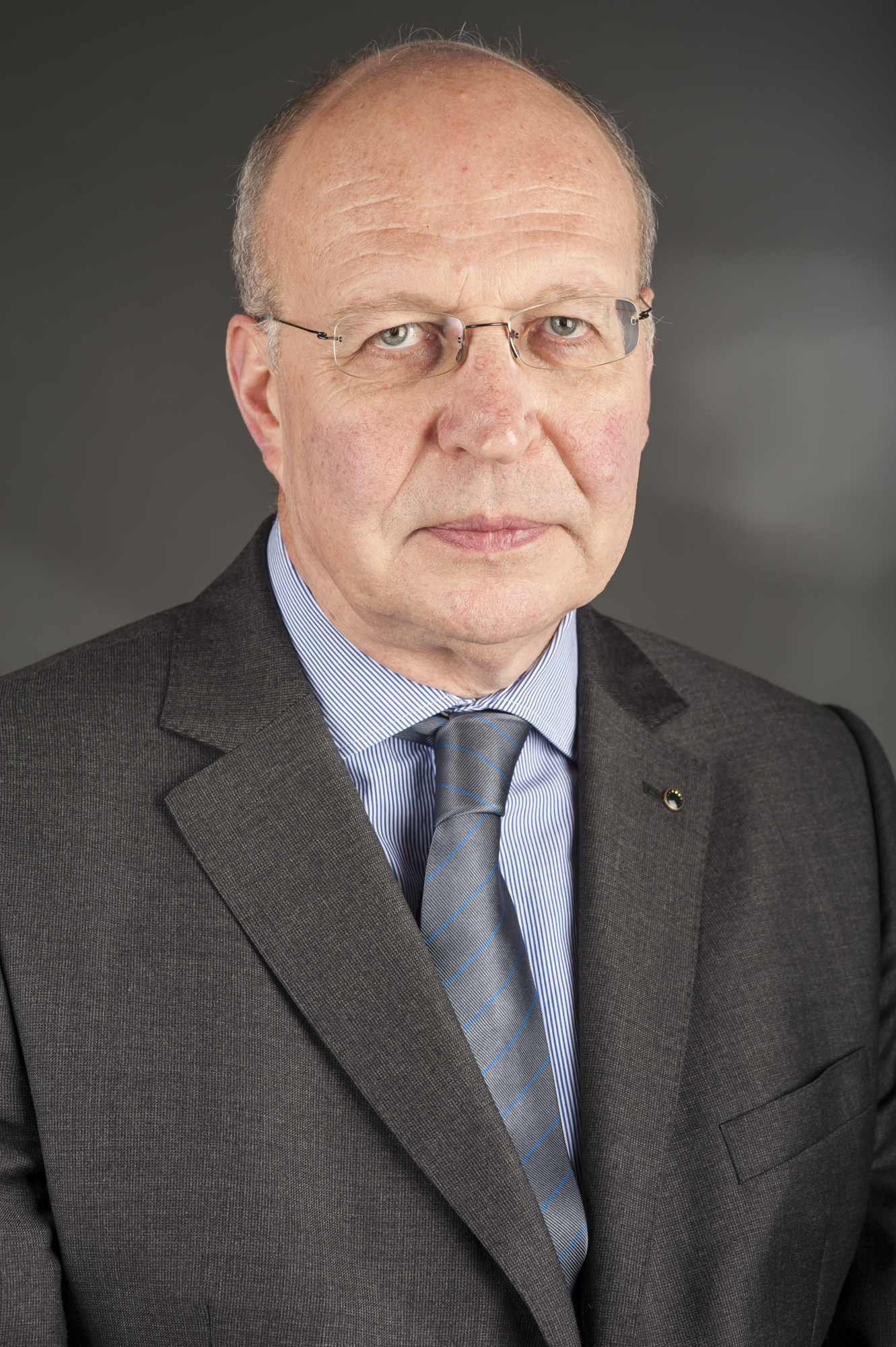
Andrew Duff

Andrew Duff (n. 25 decembrie 1950) este un om politic britanic, membru al Parlamentului European în perioadele 1999-2004 și 2004-2009 din partea Regatului Unit.
1. ↑  Andrew Duff, SNAC, accesat în 9 octombrie 2017
2. ↑  Deputații în Parlamentul European